# Hefteralm
Die Hefteralm (auch: Hefter-Alm oder Hefter Alm) ist eine Alm in Grassau.

## Bauten
Der Kaser der Hefteralm ist ein Massivbau und mit dem Jahr 1831 bezeichnet. Eingänge befinden sich am Südgiebel und an der Traufseite. Es handelt sich um ein ungewöhnlich großes Haus im Talstil. Zur Almhütte gehören ein Stadel, ein Backhaus sowie zwei Rosshütten.

## Heutige Nutzung
Die Hefteralm ist bestoßen und während des Almsommers bewirtet. Brot und Käse werden vor Ort hergestellt.

## Lage
Die Hefteralm befindet sich im Gebiet der Grassauer Almen auf einer Höhe von 930 m ü. NN. Die Alm ist über mehrere Wanderwege und Forststraßen gut erreichbar. Aus südlicher Richtung von Marquartstein aus zu Fuß oder mit der Hochplattenbahn und über Rachl- und Hufnagelalm. Aus östlicher Richtung führt ein Weg vom Strehtrumpf in Grassau über die Zeppelinhöhe, unterhalb der Pelzen-Alm vorbei und weiter über die Rachlalm.